# Масерија Фатори (Беневенто)
Масерија Фатори је насеље у Италији у округу Беневенто, региону Кампанија.
Према процени из 2011. у насељу је живело 53 становника. Насеље се налази на надморској висини од 730 м.